# 基督教聖約教會堅樂中學
基督教聖約教會堅樂中學（英語：The Mission Covenant Church Holm Glad College）是香港觀塘區一所政府津貼中學。它的前身為堅樂牧師紀念中學，更前身為1965年成立的東海中英文中學，於1969年由挪威基督教聖約教會接辦至今。

## 校政管理
歷任校監
- 趙瑞蓉 （1965年，創校校監）
- 芬 （1966年[4]-1969年，其後學校由挪威基督教聖約教會接辦）[5]
- 陳炳初 牧師[6]
- 安民生 牧師（Rev. Ommundsen；1985年-1987年；2012年逝世）[7]
- 台榮基 牧師（Rev. Egil Torp；1987年-？）
- 關賀仁 （Ms. Randi Kvernhaugen；？-1992年；因患癌而提早辭任）[8]
- 梁鴻光 牧師（1992年-2003年）
- 趙詠琴 （2003年-？）
- 劉劍文 （？-2012年；任內病逝）
- 楊立人 （？-2022年）
- 黃文江 （2022年起，現任校監）

歷任校長
- 王愷 （1965年-1969年，創校校長，其後學校由挪威基督教聖約教會接辦）[5]
- 陳炳初 牧師[6]（1969年-？）
- 陳寶銓 （？-1978年）[9]
- 黎樹濠 ，JP（1978年-2008年）[10]
- 梁庭初 （2008年-2012年；其後因病停職，至2013年逝世）
- 李立中 （2013年起）

歷任副校長
- 黃仕恩
- 蕭靜儀
- 陳式豪

## 歷史
此校前身為私立中學「東海中英文中學」，位於觀塘恆安街1-11號地下，由中英文學校協會理事長蘇瑞熊、珠海書院教授李泰初及浸會學院教授鍾景輝等人於1965年創立，曾設有中、小學部及幼稚園。
於1968年，挪威基督教聖約教會香港區會決定開辦一所中學。適逢上述學者無意繼續辦學，遂與基督教聖約教會洽商接辦。經總會批准後，於1969年1月正式接辦上述學校，並將之改名為「堅樂牧師紀念中學」。及後，由於原校空間不足，校董會於1970年6月向教育司署申請撥地遷校，並於四年後獲批出現址用地。
至1978年，採用現名的新校正式以按額津貼形式開課。然而，由於永久校舍仍在施工，因此曾先後借用梁式芝書院及五邑司徒浩中學上課各一年，而原校需遷至牛頭角利基大廈繼續開辦中二至中五。另外，因前者為女校，1978/79學年的八班中一只有女生，到翌年才兼收男女生。隨著新校舍於1980年7月完工，舊、新兩校學生均於同年9月遷入現址上課，另原校最後一屆中五則於1982年畢業。至此，遷校及合併工作亦告完成。
因應「母語教學」政策，此校於1997年9月決定自行放棄以英語授課權利，並改為中文中學。
此校於2002年起，與前一年開辦的基督教聖約教會堅樂小學結為「一條龍學校」。然而，由於選擇直升的該校畢業生大幅減少，兩校最終於2018年起「脫龍」。

## 校友
- 陳康健：電影演員、歌唱老師、《超級巨聲1》參賽者，曾為無綫電視藝人

## 外部連結
- 基督教聖約教會堅樂中學網站 （页面存档备份，存于）
- 基督教聖約教會堅樂中學《中學概覽》資料[永久]

22°18′51.21″N 114°13′52.40″E / 22.3142250°N 114.2312222°E